# مونیک نیهاش
مونیک نیهاش (به انگلیسی: Moniek Nijhuis) (زادهٔ ۲۰ مارس ۱۹۸۸) شناگر اهل هلند است.